# William MacKune
William MacKune (Liverpool, Merseyside, 6 d'agost de 1882 – ?) va ser un gimnasta artístic anglès que va competir a començament del segle xx.
El 1912 va prendre part en els Jocs Olímpics d'Estocolm, on va guanyar la medalla de bronze en el concurs complet per equips del programa de gimnàstica.